# Dodecenoil-KoA D-izomeraza
Dodecenoil-KoA -izomeraza (EC 5.3.3.8, dodecenoil-KoA Delta-izomeraza, Delta3-cis-Delta2-trans-enoil-KoA izomeraza, acetilen-alenska izomeraza, dodecenoil-KoA Delta-izomeraza, dodecenoil-KoA Delta3-cis-Delta2-trans-izomeraza) je enzim sa sistematskim imenom dodecenoil-KoA (3Z)-(2E)-izomeraza. Ovaj enzim katalizuje sledeću hemijsku reakciju
()-dodec-3-enoil-KoA {\displaystyle \rightleftharpoons } (2E)-dodec-2-enoil-KoA
Ovaj enzim takođe katalizuje interkonverziju 3-acetilenskih masnih acil tioestara i (+)-2,3-dienoilnih masnih acil tioestara.

## Literatura
- Nicholas C. Price; Lewis Stevens (1999). Fundamentals of Enzymology: The Cell and Molecular Biology of Catalytic Proteins (Third изд.). USA: Oxford University Press. ISBN 019850229X.
- Eric J. Toone (2006). Advances in Enzymology and Related Areas of Molecular Biology, Protein Evolution (Volume 75 изд.). Wiley-Interscience. ISBN 0471205036.
- Branden C; Tooze J. Introduction to Protein Structure. New York, NY: Garland Publishing. ISBN 0-8153-2305-0.
- Irwin H. Segel. Enzyme Kinetics: Behavior and Analysis of Rapid Equilibrium and Steady-State Enzyme Systems (Book 44 изд.). Wiley Classics Library. ISBN 0471303097.

## Spoljašnje veze
- Dodecenoyl-CoA+isomerase на 